# Бружичка-Мала
Бружичка-Мала (пол. Brużyczka Mała) — село в Польщі, у гміні Александрув-Лодзький Зґерського повіту Лодзинського воєводства.
Населення — 223 особи (2011).

## Демографія
Демографічна структура станом на 31 березня 2011 року:
|          | Загалом | Допрацездатний вік | Працездатний вік | Постпрацездатний вік |
| -------- | ------- | ------------------ | ---------------- | -------------------- |
| Чоловіки | 114     | 19                 | 86               | 9                    |
| Жінки    | 109     | 18                 | 69               | 22                   |
| Разом    | 223     | 37                 | 155              | 31                   |